# Sahel (Tunísia)
 Coordenadas : formato inválido
O Sahel (em árabe: الساحل) é uma região do leste da Tunísia que se estende desde o golfo de Hammamet a norte até Chebba, algumas dezenas de quilómetros a sul de Mahdia ou, segundo outras fontes, se estende bastante mais para sul, até à região de Skhira, cerca de 100 km a sul de Sfax. O nome significa "litoral" ou "costa" em árabe. As cidades mais importantes da região são Sousse (a maior), Monastir (principal polo universitário da região) e Mahdia. A cidade histórica de Cairuão, capital de vários reinos medievais e classificada como Património Mundial pela UNESCO, também se encontra no Sahel.

## Geografia
A paisagem do Sahel é composta por colinas que isolam as estepes baixas da costa e que estão cobertas de olivais, que sobrevivem apesar da baixa pluviosidade, a qual é compensada pela humidade atmosférica. A região tem   caraterísticas geográficas particulares e distintivas e especificadades humanas e económicas desde a Antiguidade.
Em termos administrativos, o Sahel pertence a três províncias: Sousse, Monastir e Mahdia. É uma região relativamente pequena, com cerca de 140 km de norte a sul e entre 20 e 60 km de leste a oeste, totalizando aproximadamente 6 600 km de área, o que perfaz 4,02% da área total da Tunísia.

## História

### Fenícios, cartagineses, romanos e bizantinos
A maior parte das cidades sahelianas foram fundadas pelos púnicos, como é o caso de Hadrumeto (atual Sousse), fundada ainda antes da própria Cartago, no início do século IX a.C. por Fenícios de Tiro. Hadrumeto ganhou importância nos séculos seguintes tornando-se um dos principais entrepostos fenícios do Mediterrâneo Ocidental.
O Sahel foi palco de uma das batalhas mais importantes da guerra civil entre Júlio César e Pompeu. O primeiro desembarcou em Hadrumeto a 28 de dezembro de 47 a.C. e dirige-se a Tapso, que cerca. A batalha de Tapso tem lugar a 6 de fevereiro de 46 e resulta numa vitória esmagadora dos Populares de César. O cerco à cidade prosseguiu, mas pouco tempo depois a cidade era tomada e César dirige-se para o norte da Tunísia.
O Sahel corresponde em grande parte à província romana de Bizacena. Durante o período bizantino, a região foi uma das sete províncias da prefeitura de África, que se estendia até ao oceano Atlântico. Historicamente, é uma região de intercâmbios (de comércio, turismo e de peregrinação).

### Período árabe-muçulmano medieval

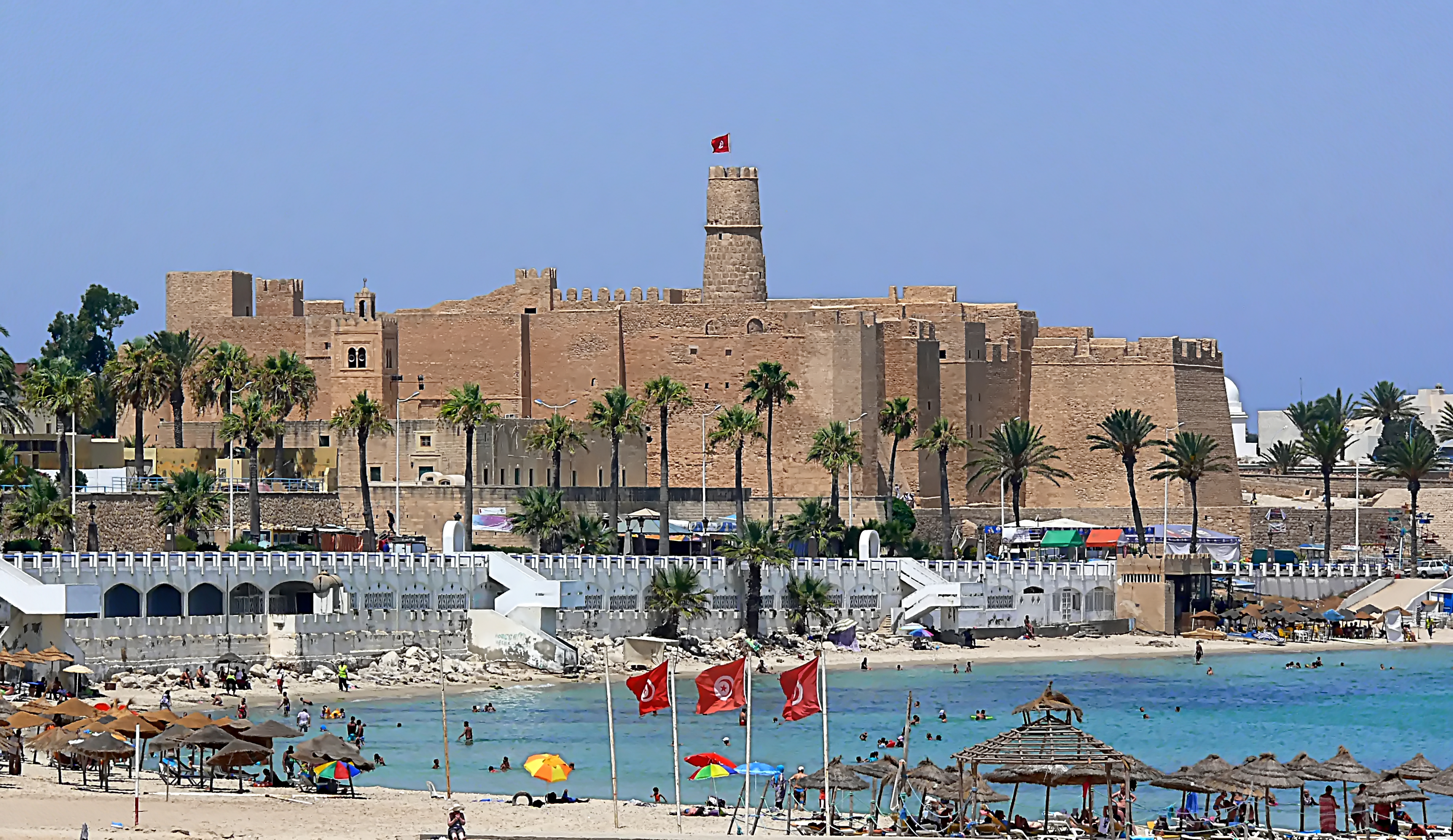
Ribat de Monastir

Com a chegada do Islão à região, esta torna-se a porta marítima da Ifríquia (nome da Tunísia medieval muçulmana), cuja segurança era prioritária, tanto mais que a capital, Cairuão, se encontra na região. Esta situação explica a construção de vários ribats, que têm funções defensivas e religiosas (ou "marabuticas"). Os ribats mais importantes foram os de Monastir, construído pelo governador Harthama ibn A'yun c. 796, e o de Sousse, erigido pelos emires aglábidas.
Sousse é dotada nesse período de um estaleiro naval que tem um papel importante na conquista da Sicília, da qual a cidade é o porto de partida. A fundação de Mahdia pelos Fatímidas em 916 dá ao Sahel uma importância política que se prolonga durante o reinado dos Zíridas.
Cairuão perde um pouco da sua importância religiosa a favor de Monastir, onde são sepultados os príncipes zíridas e alguns sábios célebres, nomeadamente o imã Mezri. Mahdia foi a sede de uma corte esplêndida que atraía os poetas de todo o Magrebe, do al-Andalus e da Sicília. Todavia, as invasões hilalianas do século XI mergulharam a região no caos e o emirado zírida desmembra-se em várias pequenas taifas. O Sahel torna-se então o único domínio detido de facto pelos Zíridas, mas até Sousse se livra da sua soberania, adotando um sistema republicano. A invasão originou a criação de diversas aldeias que ainda hoje existem. Pouco depois a região enfrenta as invasões dos Normandos. Mahdia é tomada em 1148 pelas tropas de Rogério II da Sicília e fica em mões dos Normandos até 1160, quando é conquistada pelos Almóadas. Depois disso, o Sahel entra em decadência com a transferência da capital para Tunes.

### Idade moderna e contemporânea

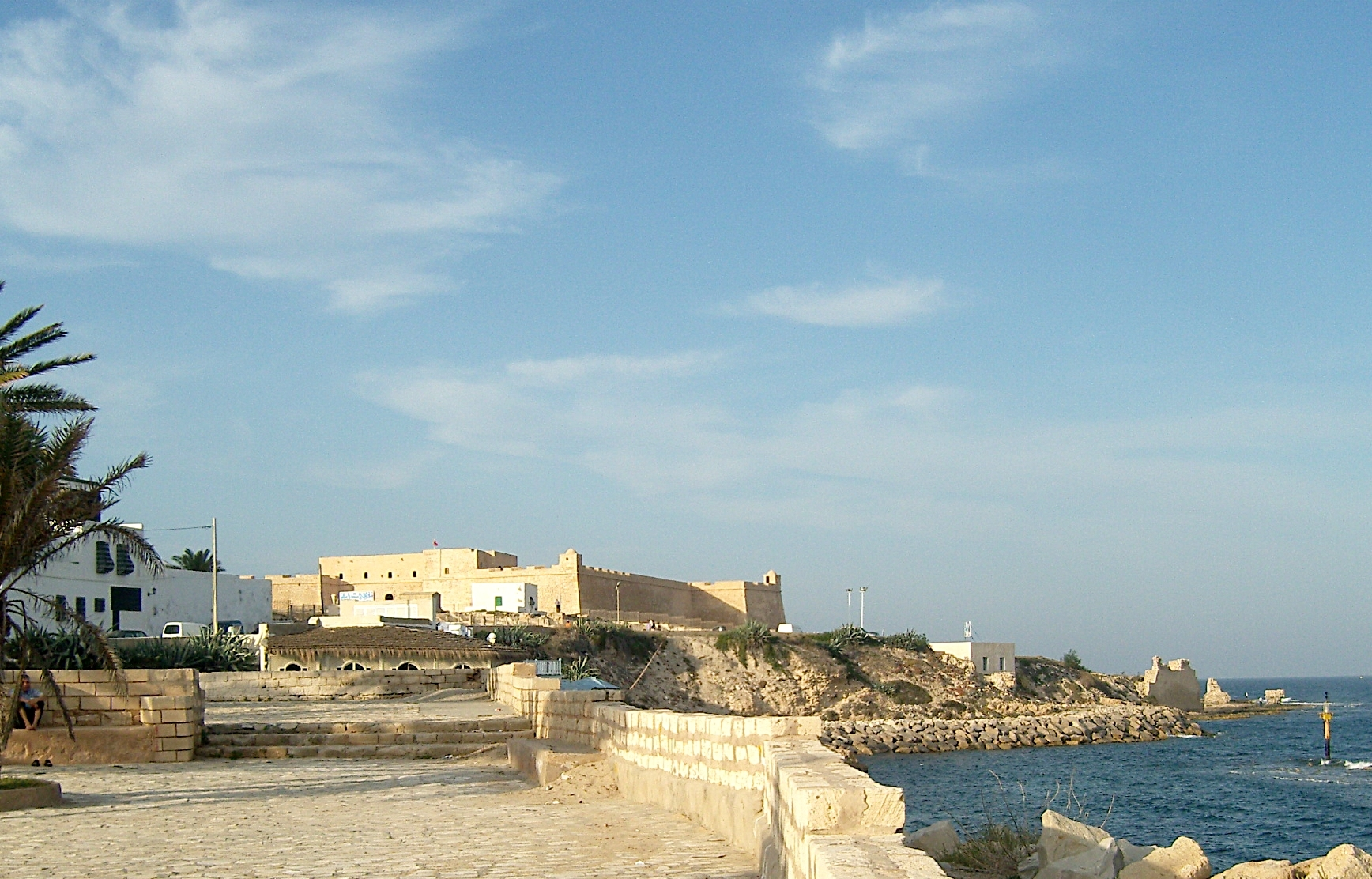
O Bordj el Kebir, a fortaleza otomana de Mahdia)

No século XIX o Sahel foi dividido em dois "caidatos" ou awtan (plural de watan, "região"): o de Sousse (watan Susah) e o de Monastir (watan al'Munastir), este último correspondendo aproximadamente às províncias atuais de Monastir e Mahdia. Cada uma dessas divisões administrativas era governado por um caide, um cargo geralmente entregue a personalidades próximas da corte beilhical. Por vezes ambos os awtan tiveram o mesmo caide, como foi o caso dos grão-vizires Chakir Saheb Ettabaâ (1836) e Mohammed Khaznadar (1851), tendo este último ficado com o cognome "Mohamed, governador do Sahel" (Mohamed 'amil as-Sahil). A maior parte das cidades e aldeias do Sahel revoltam-se contra o bei de Tunes em 1864; em consequência disso são obrigados a pagar pesados tributos na forma de venda de bens (colheitas, gado, casas, etc.) e o confisco de extensos terrenos de oliveiras depois da campanha do general Ahmed Zarrouk.
Com a instauração do Protetorado Francês da Tunísia, é criado o "caidato" de Jemmal, que se estendia por uma parte das atuais províncias de Monastir e Mahdia. A administração da região é centralizada em Sousse, onde é colocado um controlador civil, o que contribui para o enfraquecimento dos outros polos regionais.
Após a independência, o governo do Neo-Destour concede ao Sahel a sua união administrativa, com a abolição dos "caidatos" e a criação do sistema de províncias — toda a região fica dependente do governo provincial de Sousse até à criação das províncias de Monastir e Mahdia.

## Principais localidades
| - Akouda - Bekalta - Bembla - Beni Hassen - Bennane - Bouhjar - Bou Merdes - Chebba - Chorbane - Chott Meriem - El Bradâa - El Jem - El Masdour | - Enfida - Hammam Sousse - Hebira - Hergla - Jemmal - Kalâa Kebira - Kalâa Seghira - Kerker - Khniss - Kondar - Ksar Hellal - Ksibet el-Médiouni - Ksour Essef | - Lamta - Mahdia - Melloulèche - Menzel Kamel - Moknine - Monastir - M'saken - Messaadine - Ouerdanine - Ouled Chamekh - Rejiche - Sahline Moôtmar - Salakta | - Sayada - Sidi Ameur - Sidi Alouane - Sidi Bou Ali - Sidi El Hani - Souassi - Sousse - Takrouna - Téboulba - Zaouiet Kontoch - Zéramdine |

## Demografia
O Sahel carateriza-se desde há muito tempo pela sua grande população; juntas, as suas três províncias tinham 1 377 856 habitantes segundo as estimativas de abril de 2004 do Instituto Nacional de Estatística da Tunísia, ou seja, 13,9% do total do país. A região é assim a segunda mais populada da Tunísia, a seguir à Grande Tunes e calcula-se que cerca um em cada cinco tunisinos é originário do Sahel, contando não só com os sahelianos que vivem no Sahel, mas também os que residem noutras regiões da Tunísia ou no estrangeiro.

## Economia

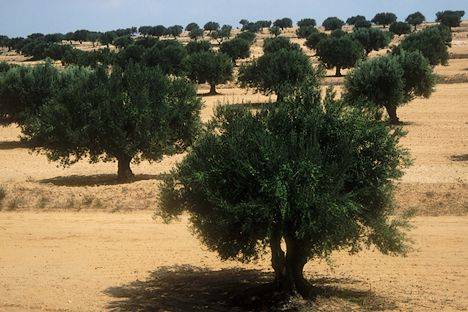
Olival perto de Sfax, uma paisagem comum no Sahel

O Sahel ocupa uma posição central na costa mediterrânica oriental tunisina e é uma das zonas balneares e turísticas mais importantes do país. Tem um elevado número de camas turísticas, concentradas sobretudo nas zonas em Sousse e Monastir, cidades turísticas por excelência e, desde os anos 1990, também em Mahdia, que tem vindo a desenvolver a sua vocação turística. O Aeroporto Internacional de Monastir - Habib Bourguiba é, dependendo dos anos, o primeiro ou segundo aeroporto tunisino com maior movimento anual de passageiros, tendo como único rival o aeroporto Tunes (ver Lista de aeroportos mais movimentados da África). O aeroporto de Monastir é também o aeroporto com mais voos charter de África. Sousse tem um porto de mercadorias importante e há vários portos de pesca e dois portos de recreio (Port El-Kantaoui, nos arredores de Sousse, e Cap Monastir).
A região é atravessada pelo grande eixo rodoviário constituído pela autoestrada A1, que liga o norte ao sul do país ao longo da faixa costeira, bem como por dois eixos ferroviários.
O serviço de transporte público em autocarros é gerido por uma empresa pública, a ociété de transport du Sahel (STS), com sede em Sousse e tem três divisões regionais, uma em cada província. O Metro do Sahel é uma linha ferroviária regional que liga Mahdia a Sousse, passando por Monastir.